# Kurt Starczewski
Kurt Starczewski (* 1886 in Klein Bresa, Landkreis Neumarkt, Niederschlesien; † im 20. Jahrhundert) war ein deutscher Maler, Grafiker und diplomierter Zeichenlehrer.
Er war der Sohn des Wilhelm Starczewski (1846–??) und der Emma Hennig (1855–1935) und war verheiratet mit Annemarie Parade aus Küstrin.
Bereits 1909 fand in Glogau (Niederschlesien) eine Ausstellung seiner Werke statt. Mindestens seit 1908 lebte er in Breslau, wo er bis 1924 arbeitete und zunächst auf dem Marktplatz und danach in der „Herbert-Welkisch-Straße“, der späteren „ul. Mazowiecka“ ein Atelier hatte. Er leitete u. a. auch Malkurse und lehrte Zeichnen. Bekannt wurde er auch durch seine Entwürfe von Exlibris. Er war seit 1908 „wirkliches einheimisches Mitglied“ (Nr. 89 des Jahres 1908) der Schlesischen Gesellschaft für vaterländische Kultur und wohnte bis mindestens 1917 in der „Mollwitzer Straße“ Nr. 11 (später umbenannt in „ul. Stanisława Chudoby“) in Breslau.

## Werke (Auswahl)
- Obchody setnej rocznicy [bitwy narodów] w 1913 roku w Sobótce oder Jahrhunderfest 1913 in Zobten (Radierung, Aquatinta 37,3 × 25,3 cm)[3]
- Kościół katolicki w Rogowie Sobóckim (Katholische Kirche in Rogau, Radierung, 23,7 × 15,2 cm)[3]